# 29-та армія (СРСР)
29-та а́рмія (29 А) — загальновійськова армія у складі Збройних сил СРСР під час німецько-радянської війни з 12 липня 1941 до 10 лютого 1943 року. Армія билася у Смоленській, Московській та Ржевській битвах на першому етапі війни. На початку лютого 1943 року розформована, а на базі її управління сформована 1-ша танкова армія.

## Історія
12 липня 1941 року 29-та армія була розгорнута в Московському військовому окрузі на базі 30-го стрілецького корпусу. До складу армії увійшли управління, 245-та, 252-га, 254-та і 256-та стрілецькі дивізії, 69-та моторизована дивізія, артилерійські та інші військові частини та підрозділи. 15 липня 1941 армію включили до складу Фронту резервних армій, об'єднання виконувало завдання по підготовці оборони на рубежі Стара Русса — Дем'янськ — Осташков — Селіжарово. З 21 липня армія брала участь у Смоленській битві (10 липня — 10 вересня), діючи у складі Західного фронту, вела оборонні бої в районі на південь від міста Торопець. Під ударами переважаючих сил противника її частини були змушені відійти, і до 10 жовтня вони зайняли оборону на лівому березі Волги на ділянці Ржев — Стариця.
У складі військ Західного фронту, з 19 жовтня 1941 року — Калінінського, війська армії брали участь у Калінінської оборонної операції (10 жовтня — 4 грудня) і Калінінській наступальній (5 грудня 1941 — 7 січня 1942) операції. 16 грудня 1941 року у ході Калінінської операції війська армії у взаємодії із з'єднаннями 31-ї армії генерал-майора Юшкевича В. О. звільнили Калінін.
З 8 січня 1942 року формування армії брали участь у Ржевско-Вяземській наступальній операції. 21-23 січня 1942 року під час проведення наступу, 6 дивізій 29-ї армії разом з її командувачем Швецовим В. І. були відрізані на захід від Ржева від штабу армії і 4-х її дивізій, які залишилися на лівому берегу Волги, а 5 лютого — і від розташованої південніше 39-ї армії генерал-лейтенанта Масленникова І. І. 18-19 лютого 1942 року з напруженими боями їй довелося прориватися з оточення в Мончаловському лісі до 39-ї армії. Всього вийшло близько 5200 осіб, включаючи командарма та 2-х командирів дивізій 1-го ешелону.
Надалі, поповнивши свій склад частиною військ 31-ї армії, армія продовжувала вести оборонні та наступальні бої на ржевському напрямку. Наприкінці липня — серпні 1942 року в ході Ржевсько-Сичовської наступальної операції вона прорвала оборону німецьких військ східніше міст Ржев, Зубцов, скувала частину сил групи армій «Центр» і змусила німецьке командування перекинути в район боїв 12 дивізій з інших ділянок радянсько-німецького фронту.
31 серпня 1942 армія була включена до складу Західного фронту. Надалі її війська міцно обороняли зайняті рубежі по лівому березі Волги.
На початку лютого 1943 року формування 29-ї армії були передані 5-й і 20-й арміям, а управління переформовано на управління 1-ї танкової армії під командуванням генерал-лейтенанта танкових військ Катукова М. Ю. З 10 лютого 1943 року, завершивши отримання з'єднань і частин, була включена до складу військ особливої групи генерала Хозіна М. С., що формувалася з військ 2-ї резервної армії та діяла у складі Північно-Західного фронту під Ленінградом.

## Склад
- 243-тя стрілецька дивізія;
- 252-га стрілецька дивізія
- 644-й корпусний артилерійський полк

## Командування
- Командувачі:
  - генерал-лейтенант Масленников І. І. (липень — грудень 1941);
  - генерал-майор Швецов В. І. (грудень 1941 — вересень 1942);
  - генерал-майор Журавльов Є. П. (вересень 1942 — січень 1943);